# Alexander Liberman
Alexander Liberman (* 4. September 1912 Kiew; † 19. November 1999 in Miami Beach (Florida)) war ein amerikanischer Herausgeber, Maler, Bildhauer und Fotograf.

## Leben und Werk
Liberman wanderte mit seiner Familie von Russland nach England aus und erhielt eine Erziehung an einer englischen Public School. Danach studierte er an der École nationale supérieure des beaux-arts de Paris und war in den 1930er Jahren zusammen mit Lucien Vogel und den Fotografen Brassaï, André Kertész und Robert Capa, an der Herausgeberschaft der französischen Zeitschrift Vu beteiligt. Nach seiner Emigration nach New York im Jahr 1941 begann er bei der Zeitschrift Vogue zu arbeiten und wurde 1943 künstlerischer Direktor. Als Herausgeber bei Condé Nast Publications stieg er zum editorischen Direktor auf und arbeitete in dieser Position von 1962 bis 1994.

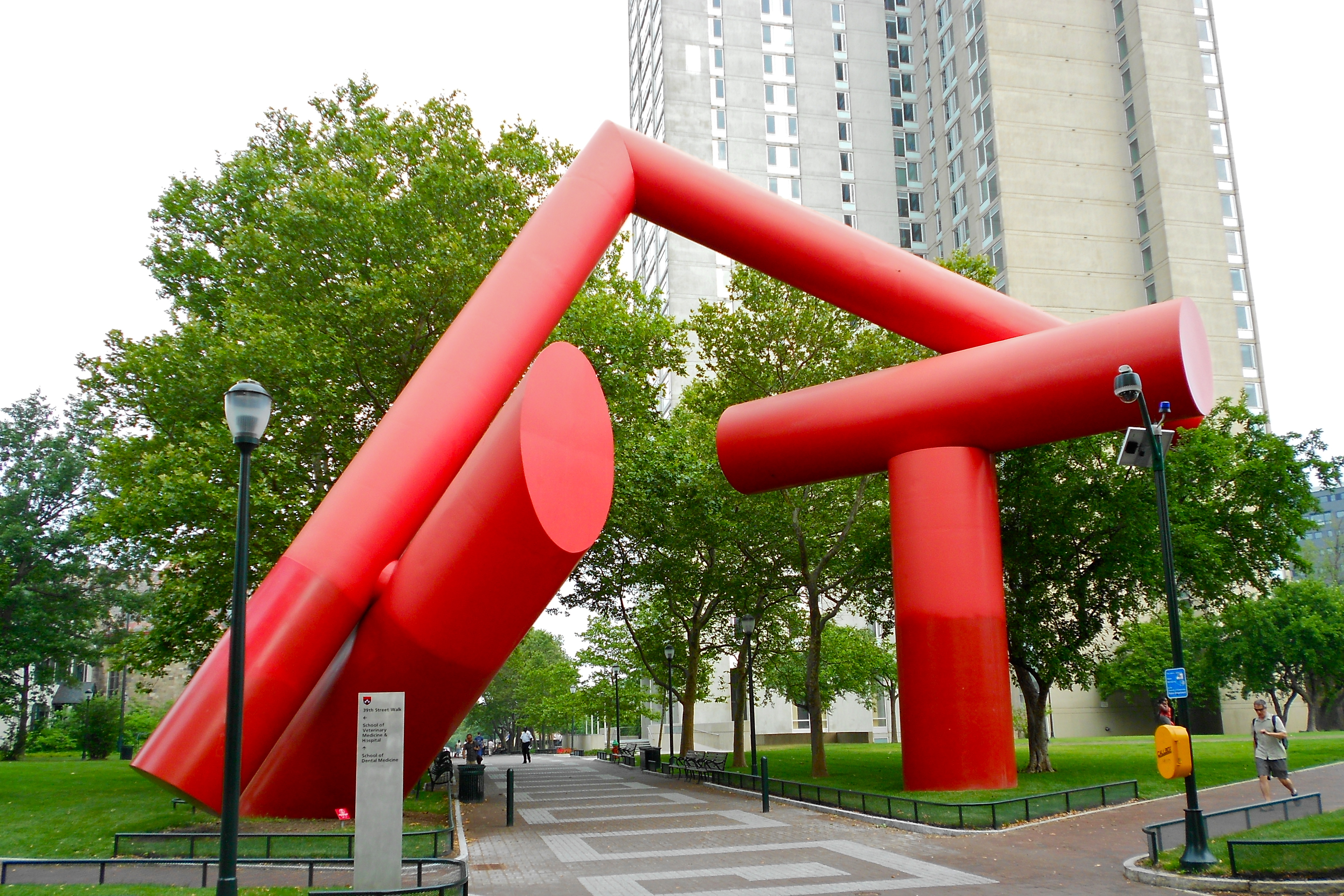
Metallskulptur Covenant (1976) auf dem Campus der University of Pennsylvania, Philadelphia

In den 1950er Jahren begann Liberman mit der Malerei, und später folgten Metallskulpturen. Seine Skulpturen waren Assemblagen von Industrieobjekten (beispielsweise Stahlsegmente und Doppel-T-Profile) bemalt mit schrillen Farben. Daneben widmete er sich der Portraitfotografie. Sein Bilderzyklus The Artist in His Studio wurde erstmals 1959 im Museum of Modern Art ausgestellt. Werke von ihm befinden sich in Sammlungen von Museen, beispielsweise im Metropolitan Museum of Art, Storm King Art Center, Hirshhorn Museum, in der Tate Gallery sowie im Solomon R. Guggenheim Museum.
Marion Gräfin Dönhoff ließ 1990 auf dem Wall von Schloss Crottorf ein Denkmal zu Ehren der Opfer des Widerstands errichten, das ihr von Alexander Liberman geschenkt worden war.

## Auszeichnungen
- Goldmedaille für Design, Exposition Internationale, Paris, 1937
- D.F.A. (Doctor of Fine Arts): Rhode Island School of Design, Providence, 1980